# East Alton
East Alton é uma vila localizada no estado americano de Illinois, no Condado de Madison.

## Demografia
Segundo o censo americano de 2000, a sua população era de 6830 habitantes.
Em 2006, foi estimada uma população de 6571, um decréscimo de 259 (-3.8%).

## Geografia
De acordo com o United States Census Bureau tem uma área de
14,6 km², dos quais 14,3 km² cobertos por terra e 0,3 km² cobertos por água.

## Localidades na vizinhança
O diagrama seguinte representa as localidades num raio de 8 km ao redor de East Alton.